# Лайнцер Тиргартен
Лайнцер-Тиргартен (нем. Lainzer Tiergarten) — заповедник, расположенный на юго-западе Вены. Имеет площадь в 24,5 км², примерно 80 % которой покрыто лесом. Основан в 1561 году как огороженные охотничьи угодья для семьи Фердинанда I. С 1919 года, Лайнцер-Тиргартен открыт для свободного посещения.
Название происходит от Lainz — бывшей деревушки, а теперь части Хитцинга, 13-го административного района Вены, — и Tiergarten, что значит «зоопарк» (букв. «сад зверей»). Однако, Лайнцер-Тиргартен не является зоопарком в обычном понимании этого слова.

## География
Лайнцер-Тиргартен расположен в восточной части Венского Леса, поэтому его территория довольно холмиста. Полный перепад высот составляет почти 300 м. Самые низменные части находятся на севере, недалеко от реки Вены, протекающей, местами, менее чем в сотне метров от пограничной стены. Высшая точка заповедника — гора Кальтбрюндльберг (Kaltbründlberg) в центральной части, высотой 508 м над уровнем моря. Гора доступна для посетителей. На вершине в Первую мировую войну была выстроена смотровая башня Хубертусварте (Hubertuswarte). После обновления в 1937 году её высота составляет чуть более 20 м.
Бо́льшая часть заповедника расположена в Хитцинге, в пределах Вены, но небольшая часть относится к Лаб-им-Вальде в Нижней Австрии. Это объясняется строительством автобана A1. В первоначальных планах он должен был проходить прямо через заповедник, однако, Лайнцер-Тиргартен удалось «отстоять». Автобан прошел лишь по небольшой северной части заповедника, а в качестве компенсации в 1960 году парку были переданы около 90 гектаров прилегающей территории в Нижней Австрии.

## Природа
На территории парка обитают дикие свиньи, несколько видов оленей, муфлоны, зайцы, белки, летучие мыши, различные птицы. Возле главного входа расположены несколько крупных вольеров, в которых обычно можно увидеть обитателей леса. На лугу невдалеке часто пасётся стадо быков Хека. Кроме того, при определенной удаче, можно встретить и диких животных в более удалённых участках заповедника. Особенно это относится к диким свиньям, которые по природе менее пугливы.
Хотя территория является природоохранной зоной, ограничения значительно менее строгие, чем для заповедников в России. Вход в Лайнцер-Тиргартен свободный. Территория обнесена стеной, но имеется шесть входов для посетителей. Запрещены велосипеды (кроме детских), скейтборды, автомашины (разрешены для сотрудников), любые домашние животные и разведение огня. Примерно половина доступных для посетителей дорожек асфальтированы, однако есть и немало грунтовых. Значительная часть дорожек, просек и тропинок не предназначена для людей (кроме сотрудников), хотя физических барьеров на них нет. В парке имеется три ресторана.

## Примечательные места
- Вилла Гермес — дворец недалеко от главного входа, построенный в 1886 году Францем-Иосифом I как загородная резиденция для его жены. Теперь здесь находятся музей и ресторан.
- Кальтбрюндльберг (Kaltbründlberg) — гора высотой в 508 м в центральной части заповедника, его высшая точка. На ней находится смотровая башня Хубертусварте (Hubertuswarte).
- «Рорхаус» (Rohrhaus) и «Хиршгштем» (Hirschgstemm) — еще два ресторана, расположенные в более дикой части заповедника, по обе стороны от Кальтбрюндльберга.
- Вид на Вену (Wiener Blick) открывается с одной из гор (высота около 440 м) в восточной части парка.
- Капелла св. Николая (Nikolaikapelle) — старинный храм (предположительно конца XII века), расположен недалеко от одноименных ворот. Хотя изначально воздвигнут и поименован в честь Николая Чудотворца, ныне посвящён великомученику Евстафию.

## Галерея

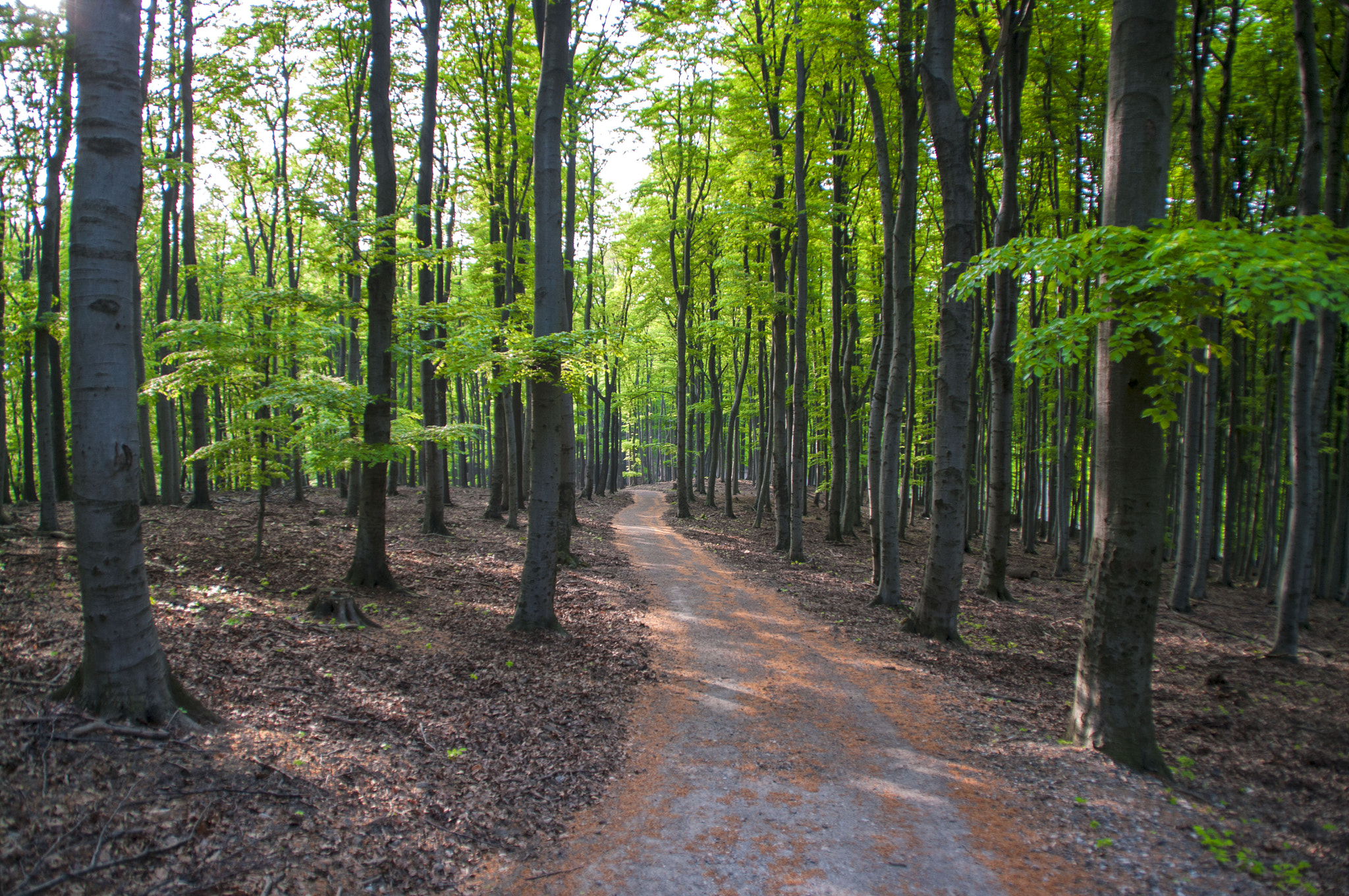
Лесная тропа
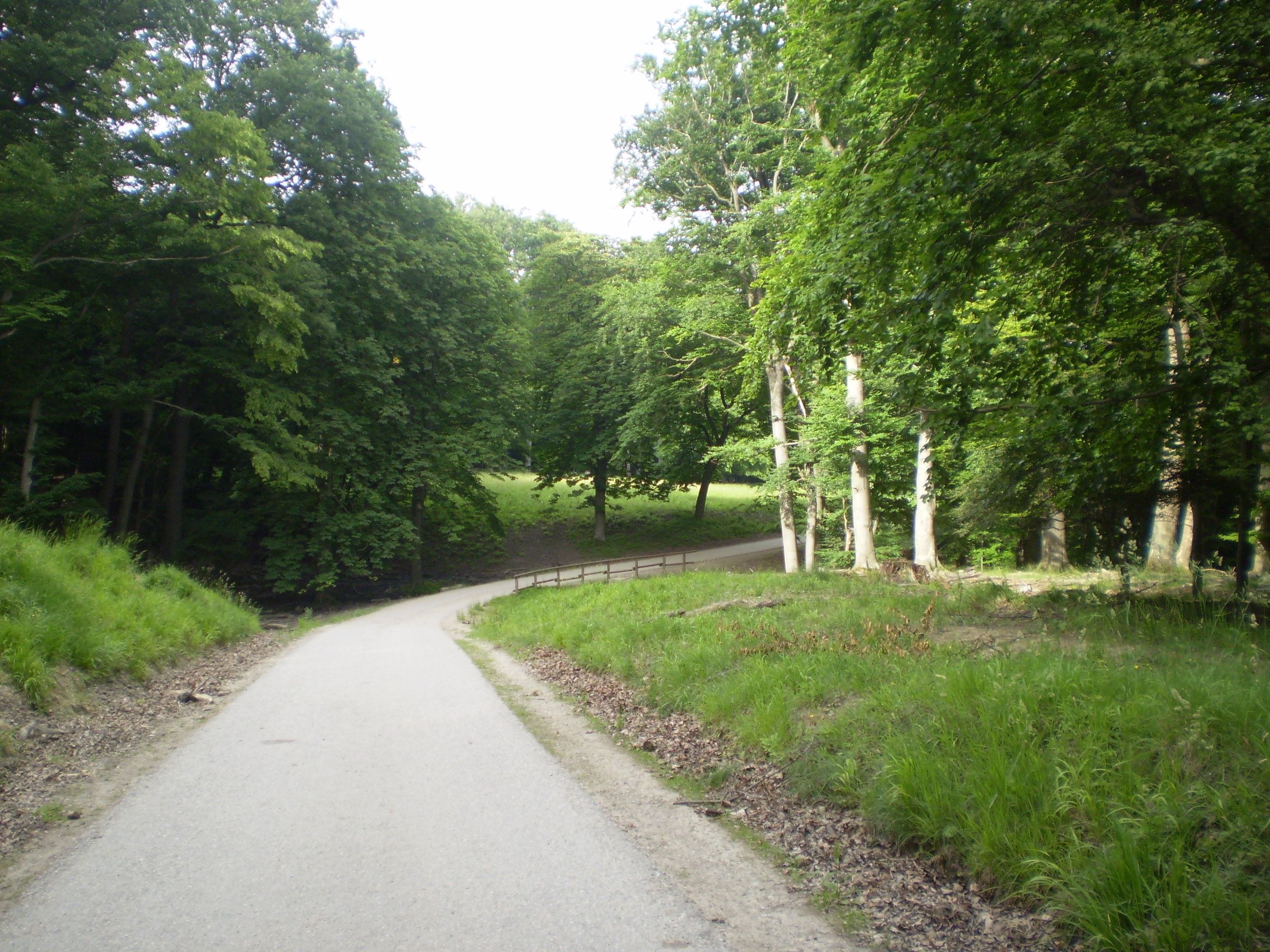
Асфальтированая дорожка
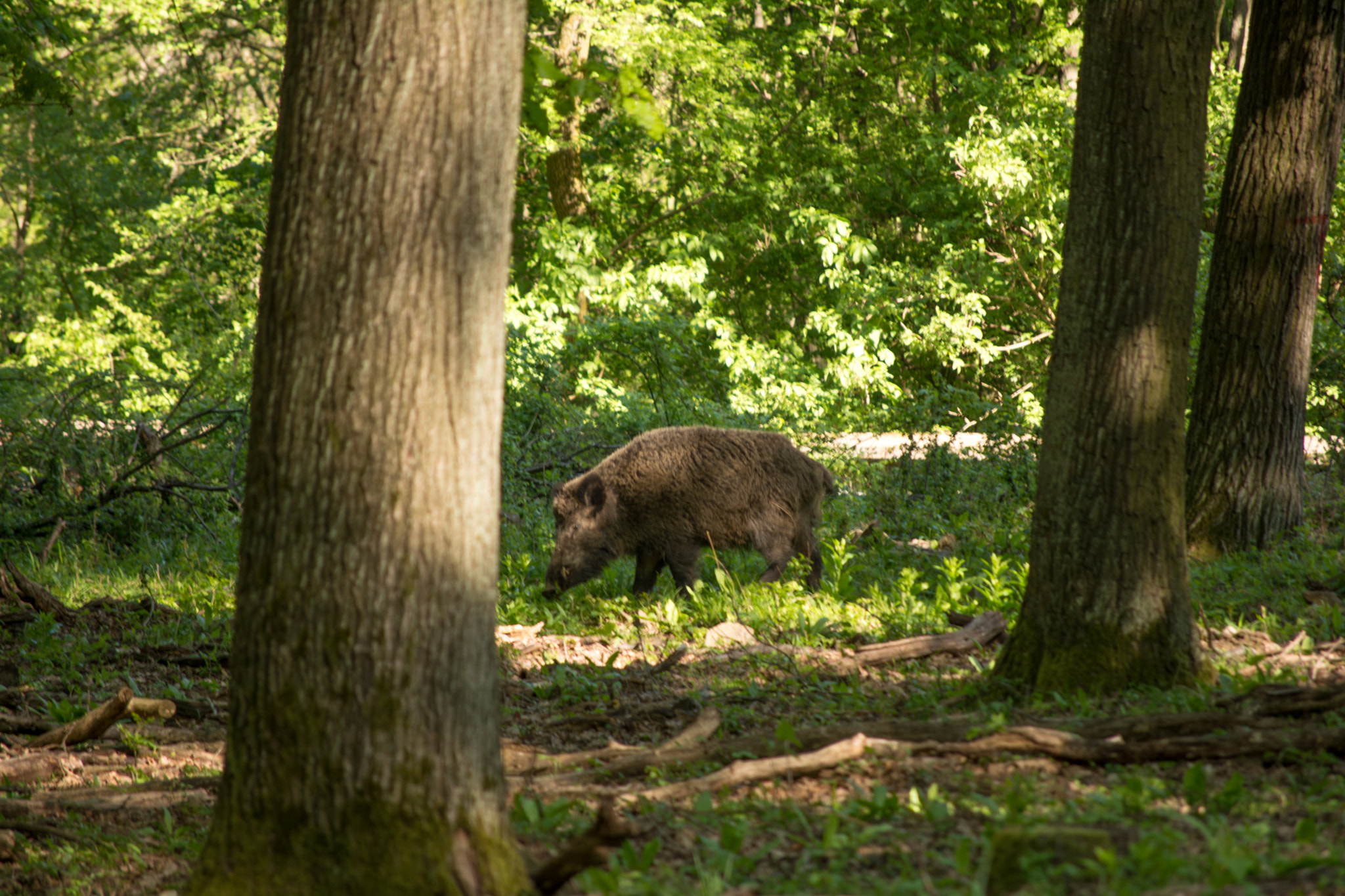
Кабан в заповеднике
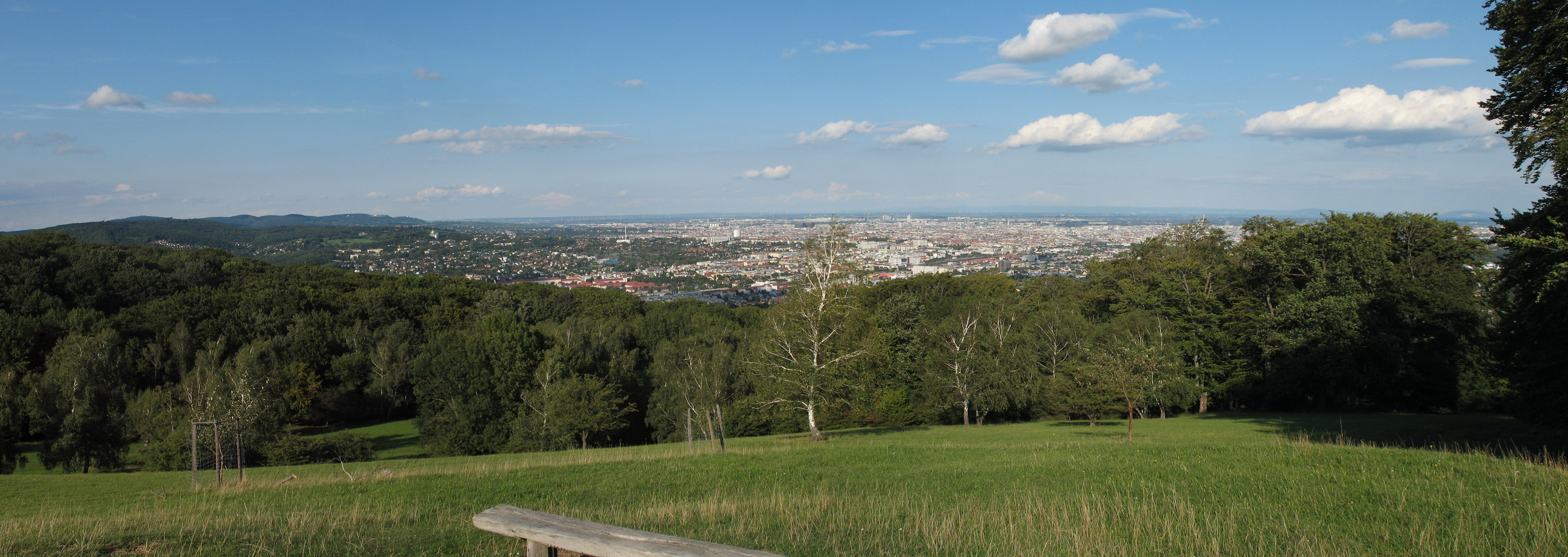
Панорама Вены с территории заповедника
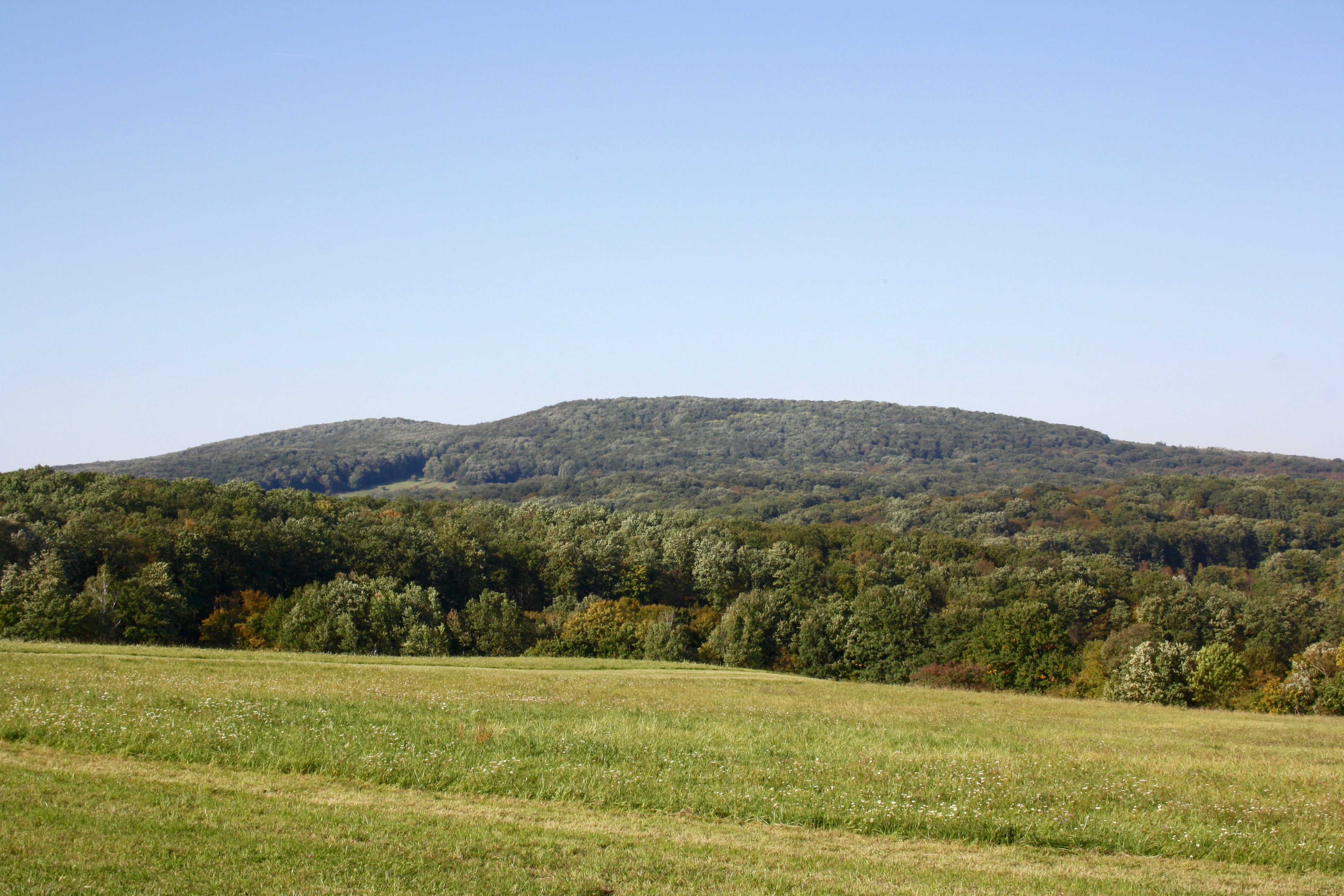
Кальтбрюндльберг с юга
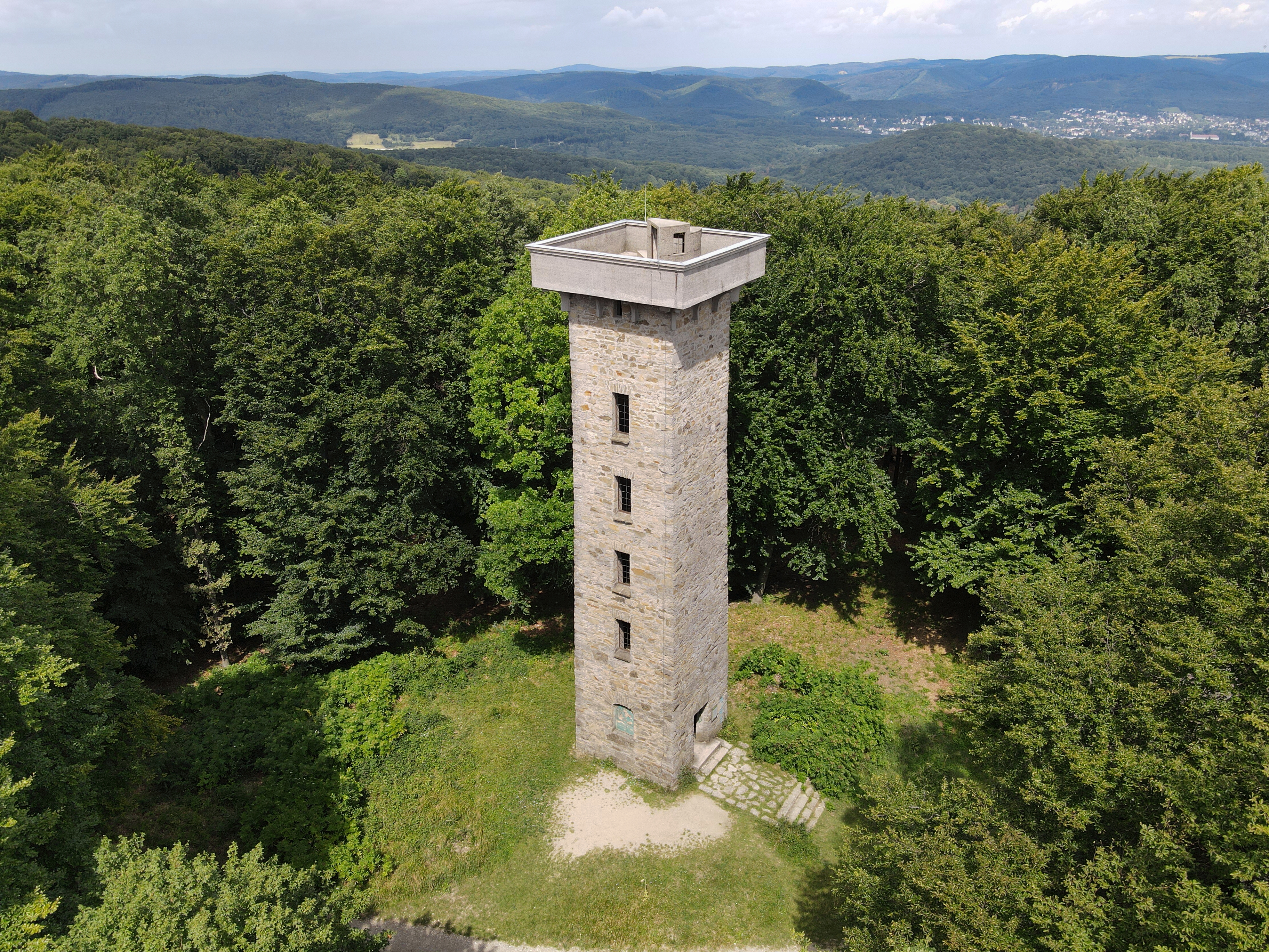
Хубертусварте
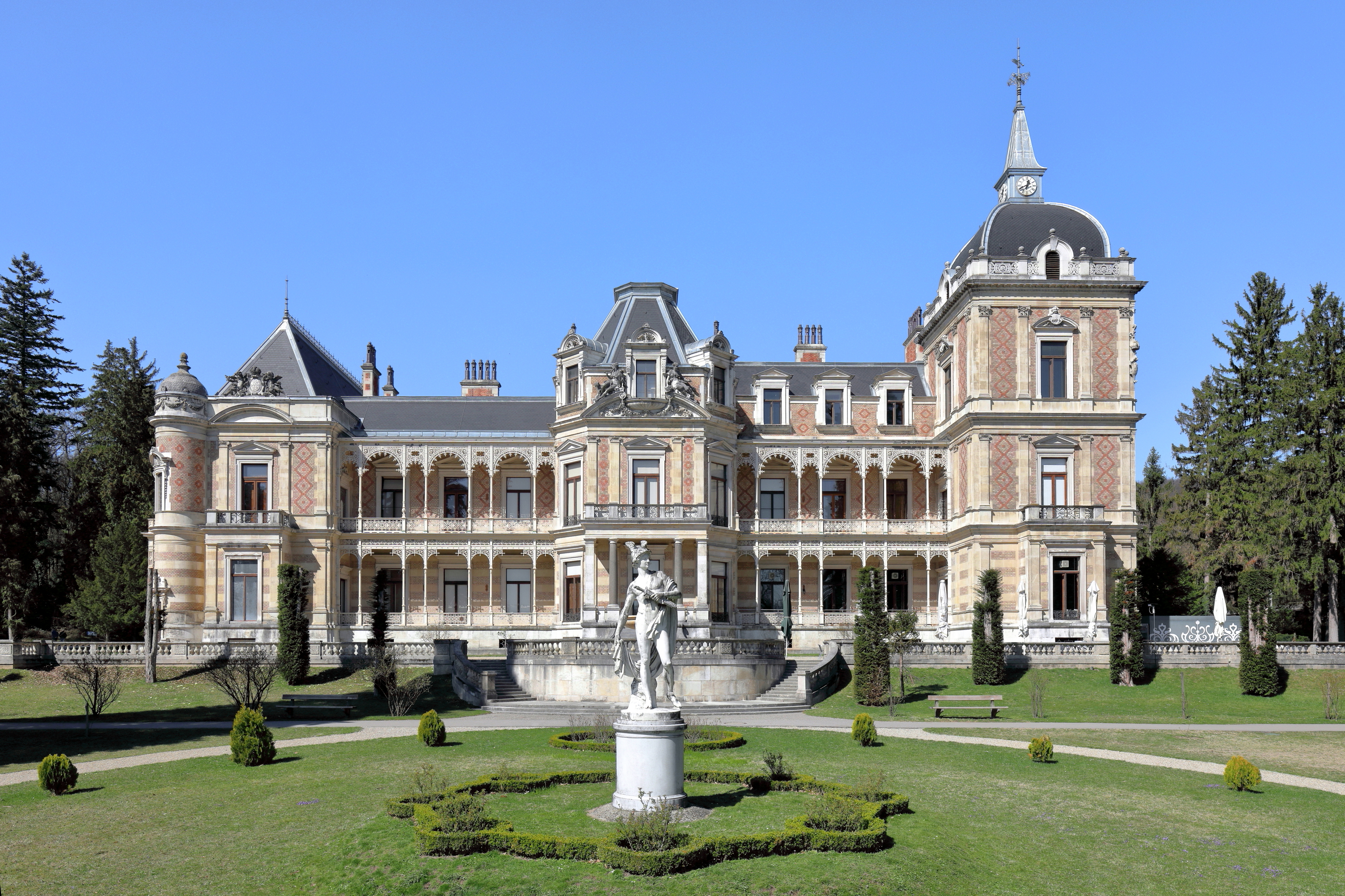
Вилла Гермес
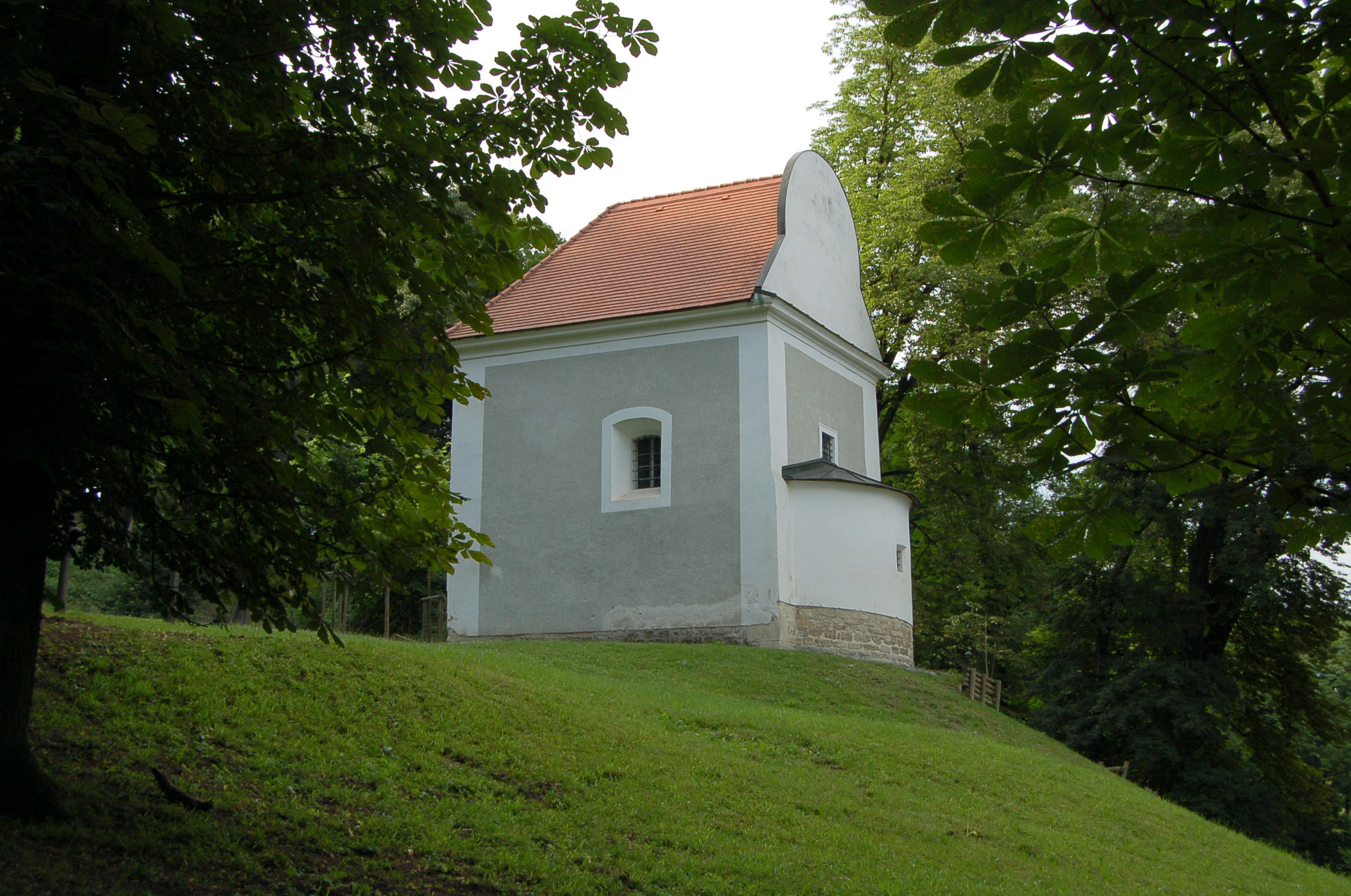
Капелла св. Николая